# Foissac (Avairon)
Foissac (en occità Foissac) és un municipi francès situat al departament de l'Avairon i a la regió d'Occitània.

## Demografia
| 1962                                       | 1968 | 1975 | 1982 | 1990 | 1999 | 2006 |
| ------------------------------------------ | ---- | ---- | ---- | ---- | ---- | ---- |
| 265                                        | 275  | 292  | 320  | 319  | 331  | 403  |
| Des de 1962: població sense dobles comptes |      |      |      |      |      |      |

## Administració
| Període   | Identitat           | Partit |
| --------- | ------------------- | ------ |
| 2001-2008 | Jacques Carbonnel   |        |
| 2008-     | Philippe Momberssou |        |